# Massougou
Massougou är en ort i Burkina Faso.   Den ligger i regionen Centre-Est, i den centrala delen av landet, 120 km sydost om huvudstaden Ouagadougou. Massougou ligger 272 meter över havet och antalet invånare är 325.
Terrängen runt Massougou är platt. Närmaste större samhälle är Ouarégou, 18,7 km norr om Massougou.
Omgivningarna runt Massougou är en mosaik av jordbruksmark och naturlig växtlighet. Runt Massougou är det ganska tätbefolkat, med 56 invånare per kvadratkilometer.